# Óscar Salas
Óscar Salas (8 de dezembro de 1993) é um futebolista profissional hondurenho que atua como defensor, atualmente defende o CD Olimpia.

## Carreira

### Rio 2016
Óscar Salas integrou o elenco da Seleção Hondurenha de Futebol nas Olimpíadas de 2016, que ficou na quarta posição.